# Fara in Sabina
Fara in Sabina – miejscowość i gmina we Włoszech, w regionie Lacjum, w prowincji Rieti.
Według danych na rok 2004 gminę zamieszkiwało 10 801 osób, 200 os./km².

## Miasta partnerskie
- Santa Vittoria in Matenano
- Villemur-sur-Tarn